# Лысенко, Фёдор Захарович
Фёдор Захарович Лысенко — советский металлург, директор Таганрогского металлургического завода (1930—1932).

## Биография
В декабре 1905 года принимал участие в Горловском вооруженном восстании, за что отбывал тюремное заключение.
В 1917 году он вступил в партию большевиков, служил в Красной гвардии.
Выпускник Всесоюзной промышленной академии.
С 1930 по 1932 год работал директором Таганрогского металлургического завода. Под руководством Ф. З. Лысенко был построен мартеновский цех №2, заложено строительство трубопрокатного цеха №1.